# Gabriele Ermini
Gabriele Ermini (Pelago, 23 gennaio 1976) è un ex giocatore di baseball italiano.

## Carriera

### Club
Dall'esordio in Serie A1 del 14 aprile 1995 in Novara-Grosseto, Ermini ha disputato complessivamente 16 stagioni con la divisa biancorossa del Grosseto. Nel gennaio 2011 il giocatore si accorda con la Fortitudo Baseball Bologna terminando così la lunga parentesi con il club maremmano, di cui era diventato nel frattempo capitano disputando complessivamente 726 partite con 842 battute valide.
In maglia Fortitudo ha vinto la European Champions Cup 2012 e la Coppa Italia IBL 2012.
Nel 2014 torna a giocare a Grosseto insieme al fratello Emanuele, in Serie A Federale al Grosseto Baseball. L'anno successivo si trasferisce al San Marino Baseball.
Si è ritirato al termine della stagione 2017.

### Nazionale
Ermini ha debuttato in Nazionale nel 1999 in occasione di Italia-Gran Bretagna, gara valida per il girone eliminatorio degli Europei 1999 culminati con il 2º posto degli azzurri. Lo stesso piazzamento viene ottenuto sei anni dopo, agli Europei del 2005.
Con la squadra azzurra ha vinto l'Europeo 2012. Ha partecipato anche all'edizione del 2014, unico giocatore di Serie A Federale ad essere convocato.
Al termine della stagione 2014, aveva al suo attivo 43 presenze nella nazionale italiana.

## Palmarès

### Club
- Campionati italiani: 2

Grosseto: 2004, 2007
- Coppe Italia: 3

Grosseto: 1999, 2004
Bologna: 2012
- European Champions Cup: 1

Bologna: 2012
- Serie A Federale: 1

Grosseto: 2014

### Nazionale
- Campionati europei: 1

Italia: 2012